# Michelle McCool
Michelle McCool (sinh 25 tháng 1 năm 1980 tại Palatka, Florida) tên đầy đủ là Michelle Leigh McCool - Alexander. Cô là một đô vật chuyên nghiệp người Mỹ hiện đang làm việc cho WWE trên thương hiệu Smackdown. McCool đã từng nhận bằng Master's degree Educational leadership tại Đại học bang Florida. Trước khi trở thành một DIVA nổi tiếng tại WWE, McCool từng là một giáo viên dạy lớp 7 tại Palatka, Florida. Hiện nay Michelle McCool đã giải nghệ. Cô kết hôn cùng huyền thoại của WWE " The Dead Man " Undertaker vào năm 2010
Michelle McCool lần đầu tiên đến với World Wrestling Entertainment (WWE) trong một cuộc cạnh tranh vào vị trí DIVA tuyển chọn cho WWE năm 2004, tại đó, McCool chỉ xếp thứ 4 trong số các thí sinh đăng ký tuyển lựa. Mặc dù không giành chiến thằng trong cuộc tuyển lựa nhưng McCool vẫn giảnh được một hợp đồng có giá trị 3 năm vào tháng 10 năm 2004. McCool tham gia vào SmackDown trong vai trò một PG và nhanh chóng được biết đến tại sân khấu này.
Vào ngày 20 tháng 7 năm 2008, tại đại hội The Great American Bash, Michelle McCool đã đánh bại Natalya để giành được đai WWE Diva Champion và trở thành người đầu tiên đạt được danh hiệu này. Tháng 7 năm 2009, Michelle McCool đã đánh bại Melina để giành đai WWE Woman Champion. Đồng thời trở thành diva đầu tiên trong lịch sử WWE đạt cả hai danh hiệu Divas Champion và Women Champion. Michelle và Layla thành lập nhóm LayCool và thắng nhiều đối thủ như Melina, Mickie James and Beth Phoenix. Vickie Guerrero, người tạo ra trận 2 on 1 hadicap match, giúp LayCool đánh bại Beth để trở thành đồng vô địch nữ (Co-WWE Women's Champions). Hiện tại, nhóm vẫn tiếp tục hoạt động và đang mâu thuẫn với Kelly Kelly mới vừa chuyển qua từ Raw và Tiffany. Ôi nhớ bà chị này quá
Đòn cuối:
1. Wings of Love
2. M.A.D.T (Make a divas tap)
3. Heel Hook
4. McCool Kick (Roundhouse kick)
5. The Final Exam (Spinning backbreaker)
6. Faith Breaker

Đòn thường dùng:
- Belly to belly suplex
- Running big boot
- Russian legsweep followed into a float-over pin
- Running corkscrew neckbreaker
- Backflip springboard arm drag
- Physical Education (Hair-pull backbreaker)
- Frankensteiner
- Spear
- Diving clothesline
- Sunset flip

Nhạc xuất hiện:
- Move It Up
- Not Enough For Me

Nickname: *The All-American Diva
Vô địch: WWE Divas Champion; WWE Women's Champion